# Phaeophyscia orbicularis
Phaeophyscia orbicularis, auch Kreisförmige Schwielenflechte genannt, ist eine in Mitteleuropa sehr häufige Blattflechtenart, die Baumrinde und Gestein besiedelt.

## Beschreibung
Die Farbe des rosettigen oder unregelmäßig geformten Thallus ist variabel, hell- bis dunkelgrau oder graubraun, in feuchtem Zustand deutlich grünlich. An der Oberfläche sind häufig Sorale vorhanden, die an den Lappenenden fast kopfig werden können. Ihre Färbung variiert von grauweißlich bis schwärzlich, selten auch gelblich. Gelegentlich werden auch Apothecien mit schmalem Rand und dunkler Scheibe gebildet.

## Verbreitung
Phaeophyscia orbicularis ist eine der häufigsten Laubflechten Mitteleuropas und gegenüber Luftschadstoffen und Eutrophierung sehr unempfindlich. Auf Rinde von Laubbäumen (regelmäßig etwa auf Pappeln) und auf kalkhaltigem Gestein, auch Beton, ist sie in fast ganz Europa verbreitet.